# مقوقس

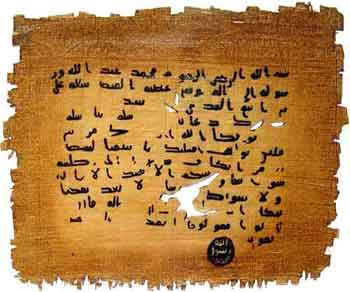
نامه محمد به مقوقس

مقوقس (به عربی: المقوقس) در تاریخ اسلام به عنوان یکی از حاکمان مصر، که با زمان پیامبر اسلام محمد مطابقت دارد ذکر شده‌است. او اغلب با کوروش، پاتریارک اسکندریه (به انگلیسی:Cyrus of Alexandria)، شناخته می‌شود.
او مصر را به نمایندگی از طرف امپراتوری بیزانس اداره می‌نمود.